# Serge Reding
Serge Reding (Oudergem, 23 dicembre 1941 – Manila, 28 giugno 1975) è stato un sollevatore belga.
Gareggiando prima nella categoria dei pesi massimi (oltre 90 kg) e poi in quella dei super-massimi (oltre 110 kg), partecipò a tre edizioni dei Giochi olimpici vincendo la medaglia d'argento a Città del Messico 1968, competizione valida anche come Campionati mondiali. Vinse inoltre tre medaglie d'argento ai Campionati mondiali e una d'oro, una d'argento e due di bronzo ai Campionati europei.

## Palmarès

### Olimpiadi
- Argento a Città del Messico 1968 nei pesi massimi.

### Mondiali
- Argento a  Città del Messico 1968 pesi massimi.
- Argento a Varsavia 1969 pesi super-massimi.
- Argento a Columbus 1970 pesi super-massimi.
- Argento a Manila 1974 pesi super-massimi.

### Europei
- Bronzo a Mosca 1964 pesi massimi.
- Argento a Leningrado 1968 pesi massimi.
- Oro a Varsavia 1969 pesi super-massimi.
- Bronzo a Verona 1974 pesi super-massimi.